# Plumarella nuttingi
Plumarella nuttingi is een zachte koraalsoort uit de familie Primnoidae. De koraalsoort komt uit het geslacht Plumarella. Plumarella nuttingi werd in 2011 voor het eerst wetenschappelijk beschreven door Cairns. 